# Viselkedési közgazdaságtan
A viselkedési közgazdaságtan az emberek és intézmények döntéseinek pszichológiai, kognitív, emocionális, kulturális és társadalmi faktorainak hatásait vizsgálja, és ezek a döntések változását.
A közgazdaságtan egyik alapvető iskolája, egyben a közgazdaságtan és a pszichológia határterülete. Interdiszciplináris tudományág. Lényegi mondanivalója, hogy szemben a főáramú neoklasszikus közgazdaságtan alapvetésével, az embereket nem lehet racionális homo oeconomicusokként elképzelni.

## Nobel-díjasok
A viselkedés-közgazdaságtan több Nobel-díjast is adott.
Közöttük van Daniel Kahneman, aki a Gyors és lassú gondolkodást vizsgálta, azt a kérdést, hogy milyen heurisztikákat használunk a gazdasági életben.  
Szintén Nobel díjas Richard Thaler.

## Alapfogalmai
A viselkedés-közgazdaságtan lényegi alapfogalma a korlátozott racionalitás. Ez arra utal, hogy szemben például a matematikával, vagy a neoklasszikus közgazdaságtannal, a valódi gazdaságra nem jellemző a teljes racionalitás, azaz nincs meg minden információnk a pontos döntéshez, és általában nem áll rendelkezésünkre megfelelően hosszú idő sem a probléma végigszámolására. 
Ezért általában leegyszerűsítéseket, hüvelyk- vagy könyökszabályokat, úgynevezett heurisztikákat használunk a teljes racionalitású kalkuláció helyett. A viselkedés-közgazdaságtan ezeket a heurisztikákat tárja fel és elemzi. 
Ismert alapfogalom még az ösztönzés, angol eredetiből átvéve a nudge. Ez azt jelenti, hogy a közösség nem feltétlenül kell kötelezze a tagját valamire, illetve nem feltétlenül kell tiltania sem valamit, elég, ha megfelelő ösztönzőkkel motiválja őket bizonyos választásokra, döntésekre, viselkedésre.  